# Castello di Monreale (Sardara)
Il castello di Monreale è un castello in rovina nel territorio del comune di Sardara, nella provincia del Medio Campidano.

## Descrizione
È situato in cima a una collina, ad un'altezza di circa 280 metri sul livello del mare. La sua posizione permette di ammirare l'intera piana del Campidano fino a Cagliari. Insieme ai castelli di Marmilla e di Arcuentu, nel 1309 segnava il confine tra il giudicato di Cagliari e quello di Arborea.
All'interno della cinta muraria vi era il borgo e una chiesetta intitolata a San Michele. La cinta muraria chiudeva una superficie di circa 4,6 ettari. : i ruderi della cinta raccordano otto torri a pianta quadrata e circolare (caso unico tra i castelli sardi). Al centro, sul più alto dei due rilievi, a quota 280 metri, sorge il mastio, le cui mura, alte circa dieci metri e spesse due, sono pressoché integre e realizzate con pietrame vario, senza finestre o feritoie.

Il castello di Monreale ad oggi verte in uno stato di abbandono totale. Dal 1987 al 2011 si sono susseguite nove campagne di restauro e di consolidamento che nel tempo hanno permesso di conservare meglio il monumento e di portare alla luce il villaggio sottostante la collina.

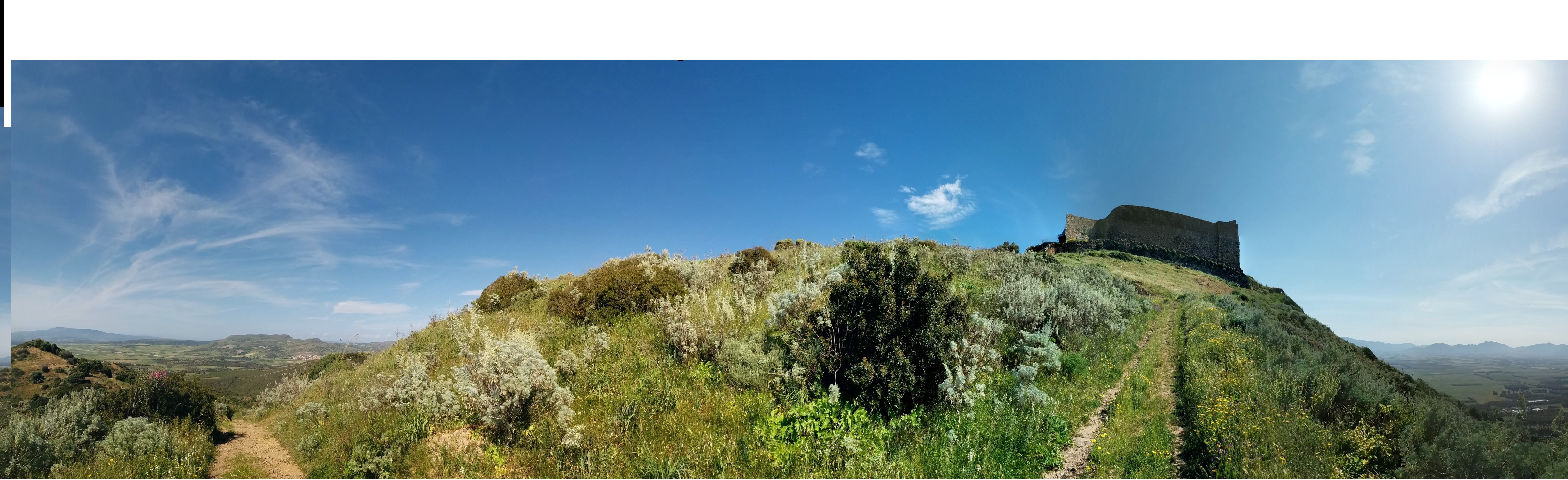
Resti del castello di Monreale sull'omonima collina.

## Storia

Panorama dall'ingresso del castello di Monreale

La sua datazione resta incerta e differenti sono le testimonianze che parlano del Castrum de Monte o Castrum Montis Regalis di Sardara, fregiato della qualifica di "reale" sin dal 1309, quando risulta concesso dal re Giacomo II di Aragona a Mariano e ad Andreotto de Bas, giudici di Arborea, e per conto di questi amministrato dal Comune di Pisa.
Si suppone sia stato edificato tra la fine del IX e l'inizio del X secolo, subito dopo la nascita dei giudicati sardi ed in continuazione di preesistenti strutture nuragiche.
Nel 1324 si ha la prima attestazione dell'uso di Monreale come residenza regale, anno in cui Ugone II di Arborea, accampato nei pressi di Pabillonis affrontò e sconfisse in battaglia i pisani nel territorio di Sardara e Sanluri.
La fortezza raggiunse il massimo del suo splendore con Eleonora d'Arborea, che succedette a suo fratello Ugone III.
Dopo la disfatta nella battaglia di Sanluri (30 giugno 1409), trovò qui rifugio l'ultimo giudice arborense Guglielmo III di Narbona.
Il castello fu utilizzato come carcere mandamentale fino al XVII secolo.

## Galleria d'immagini

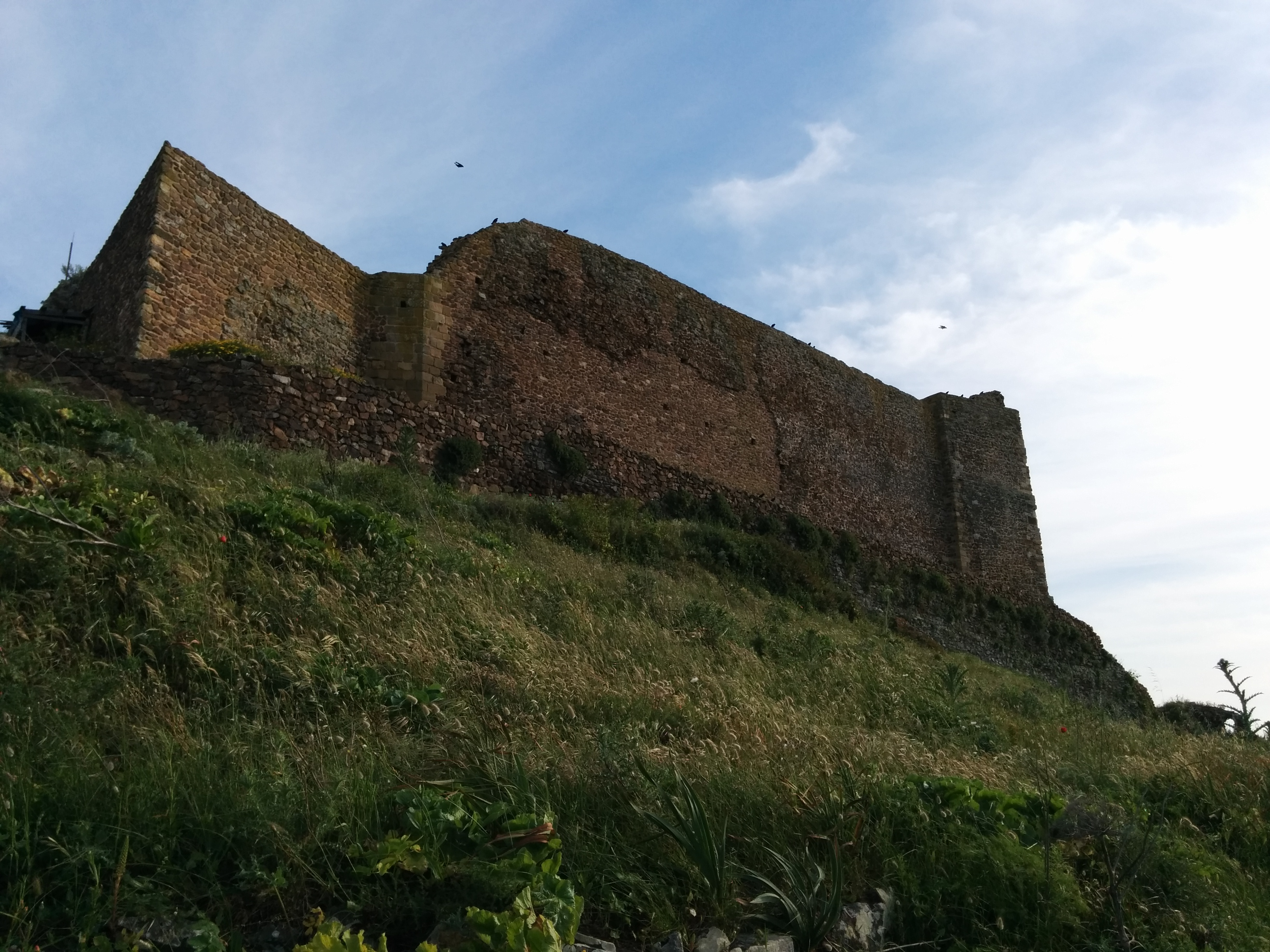
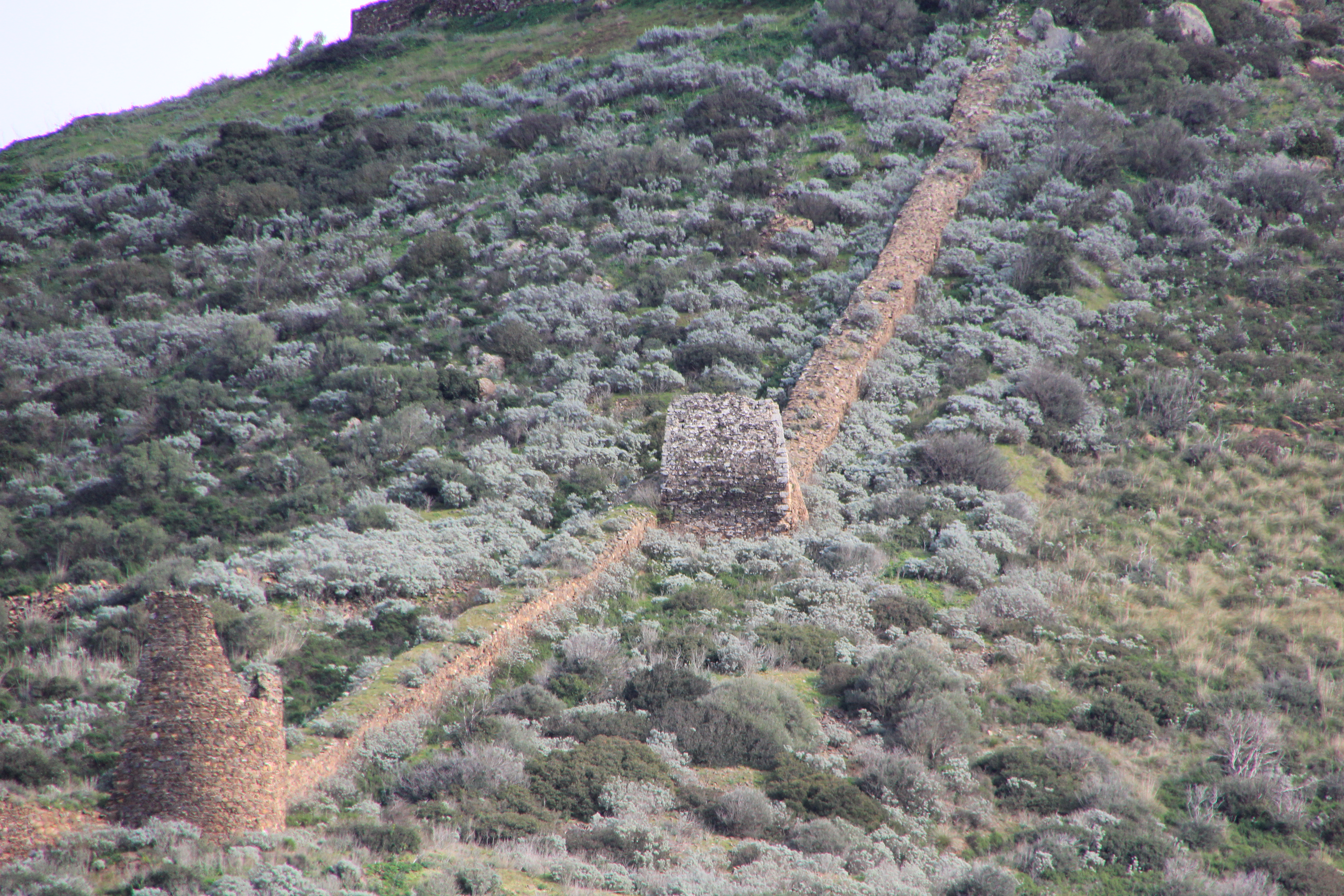
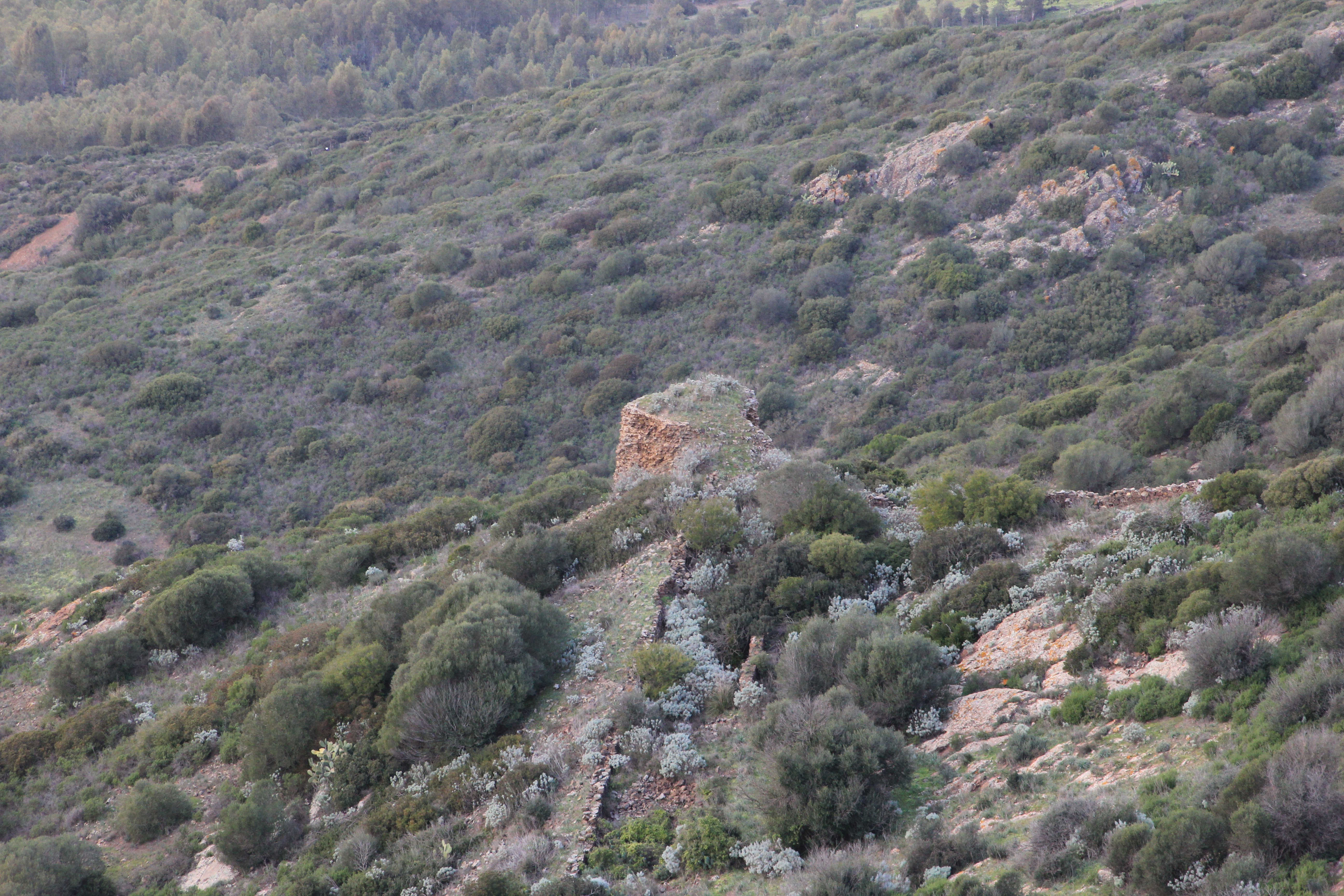
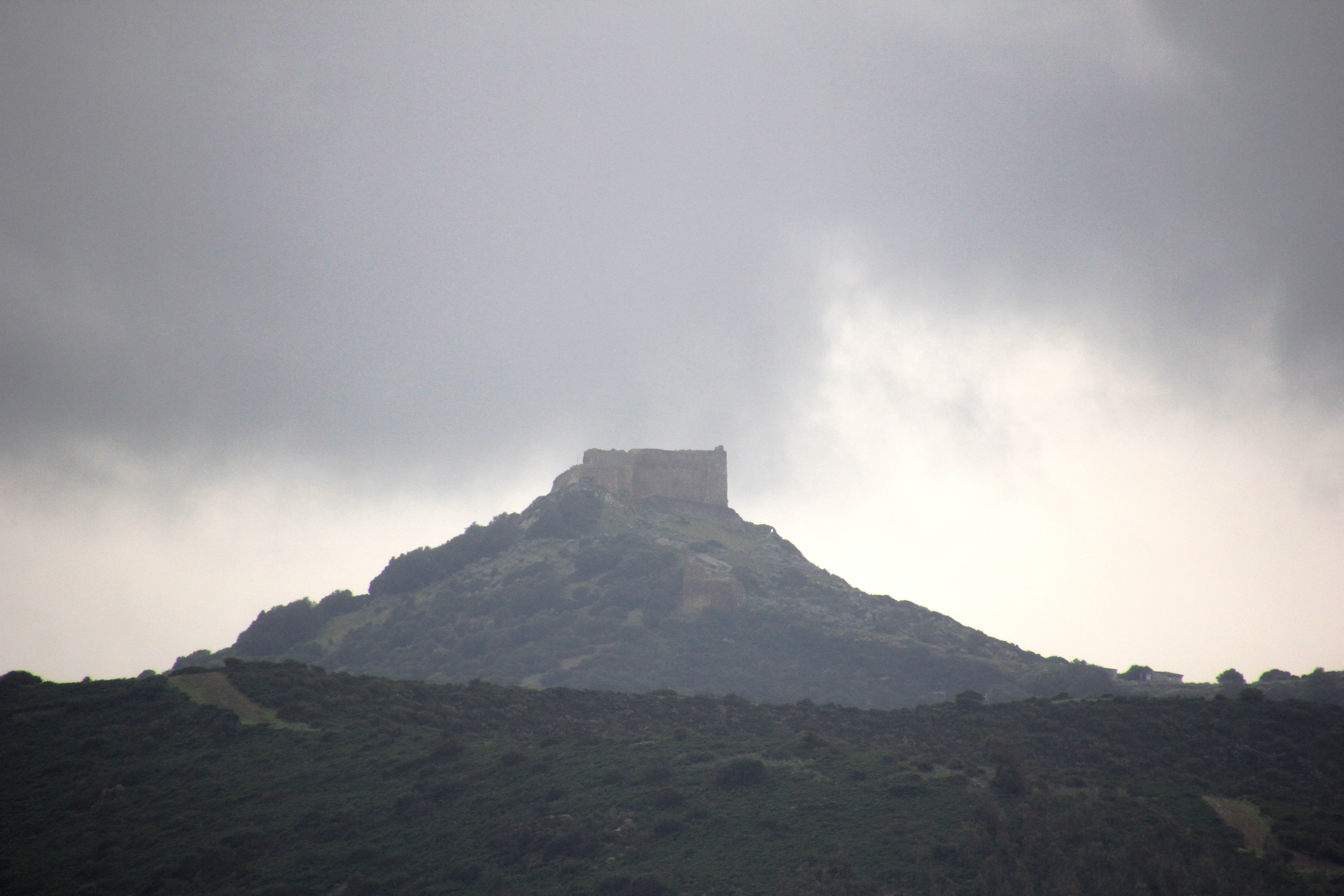
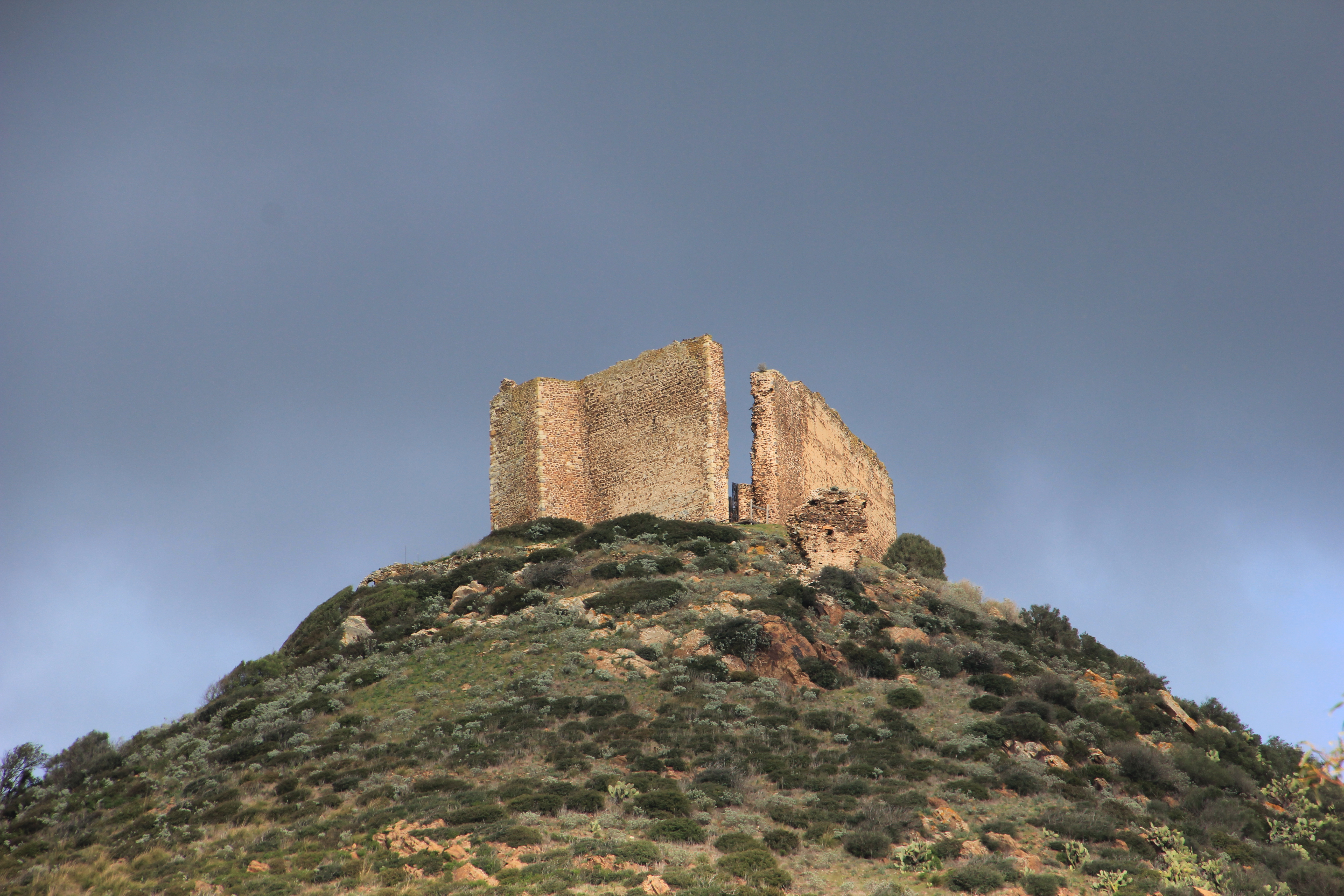
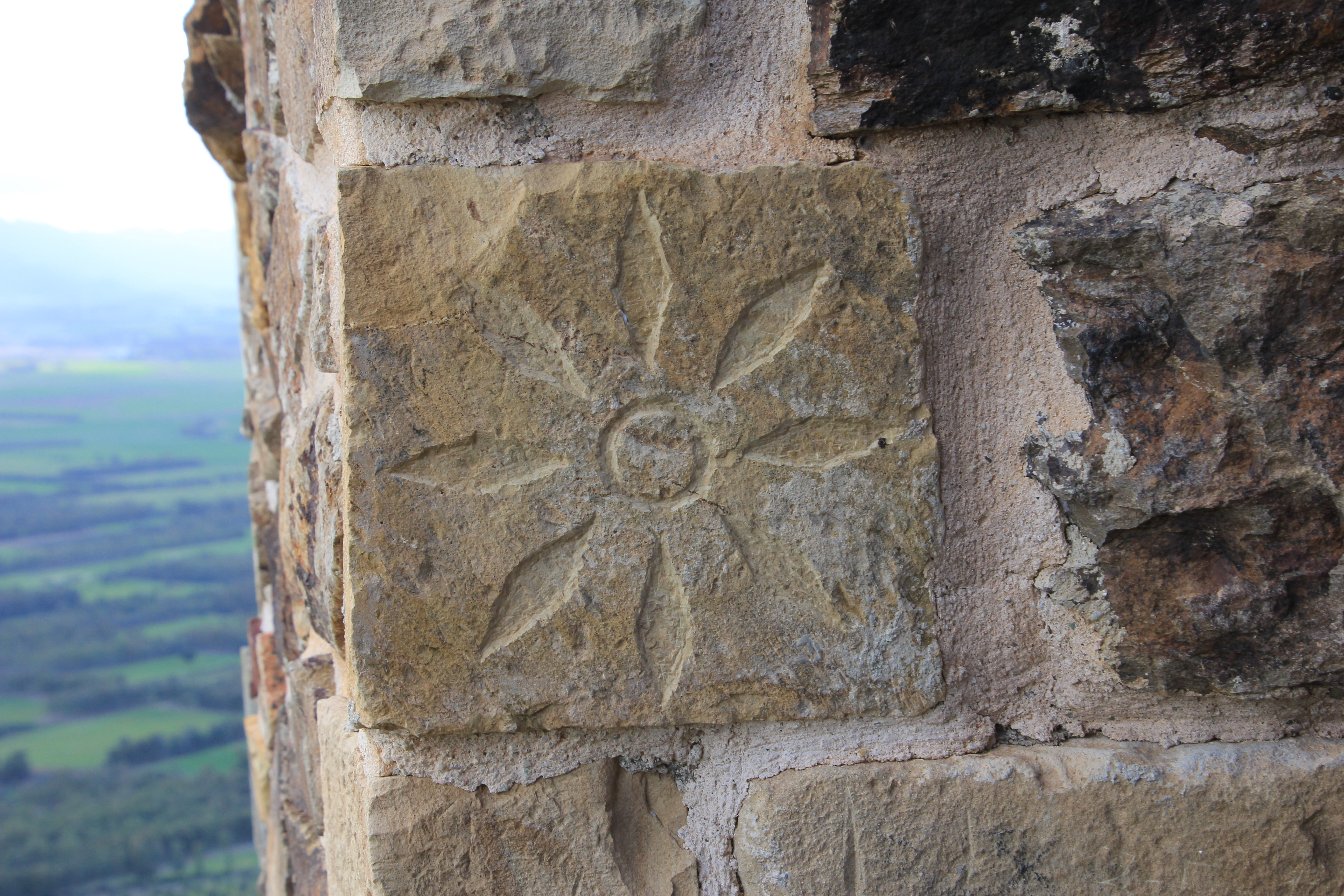
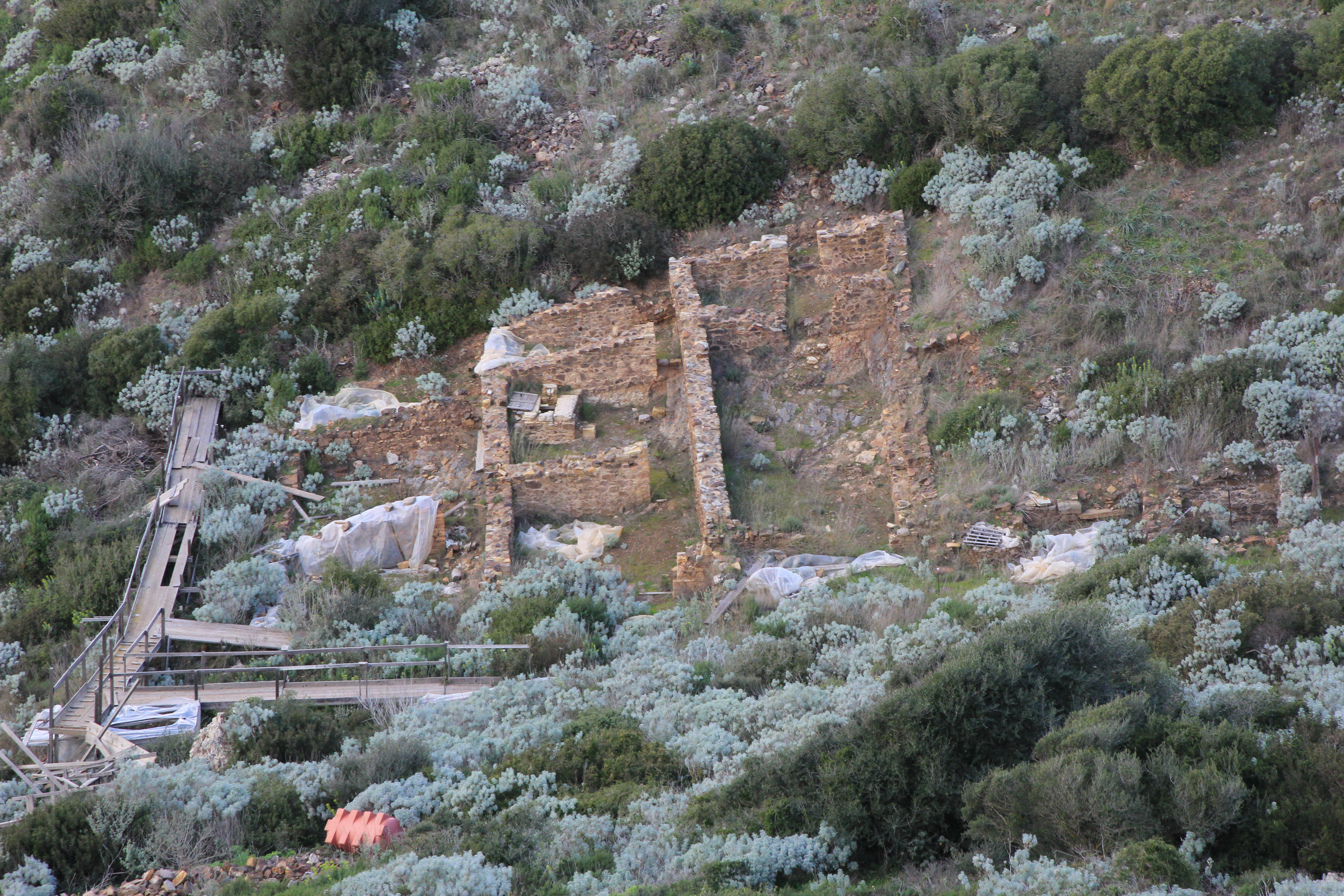
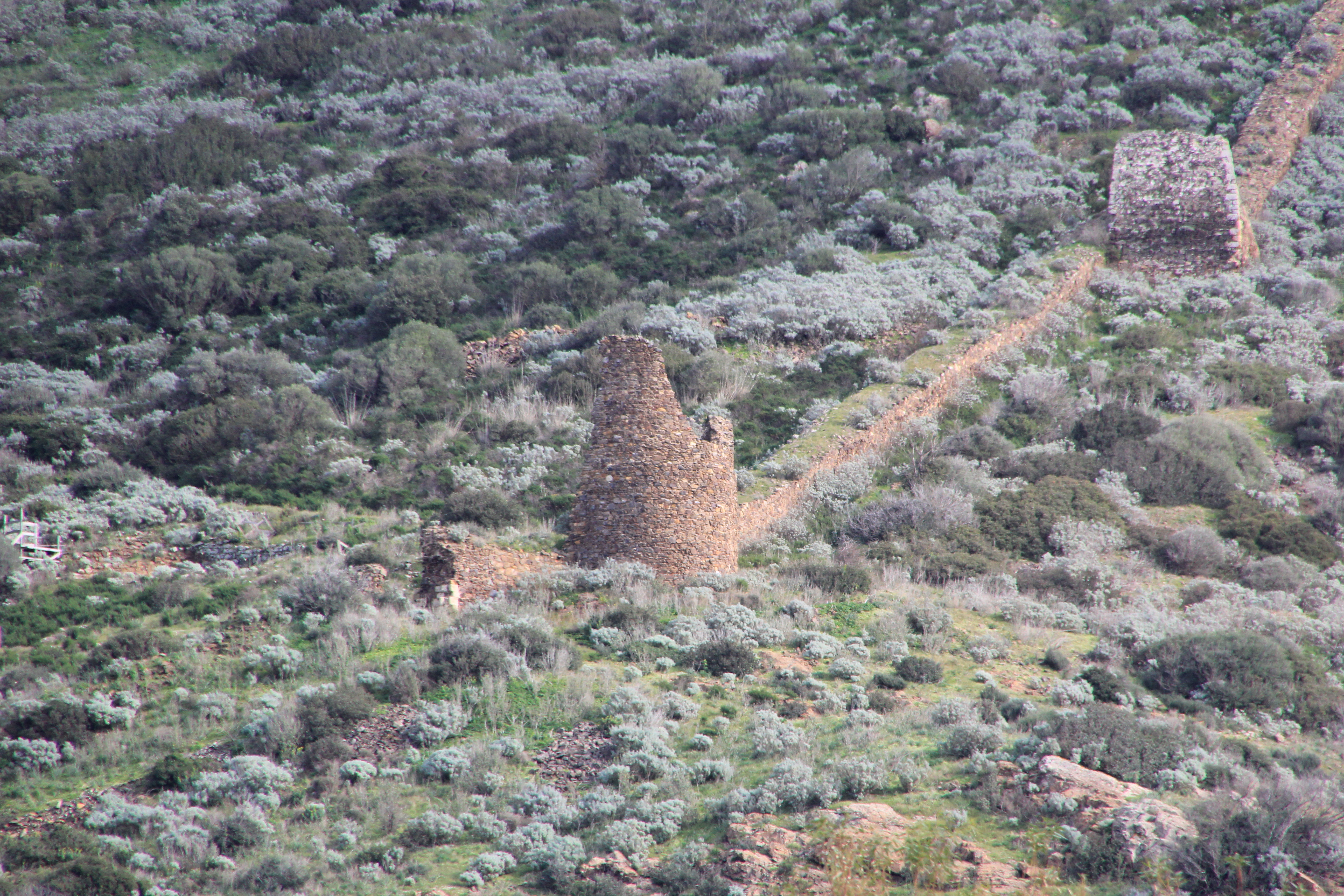
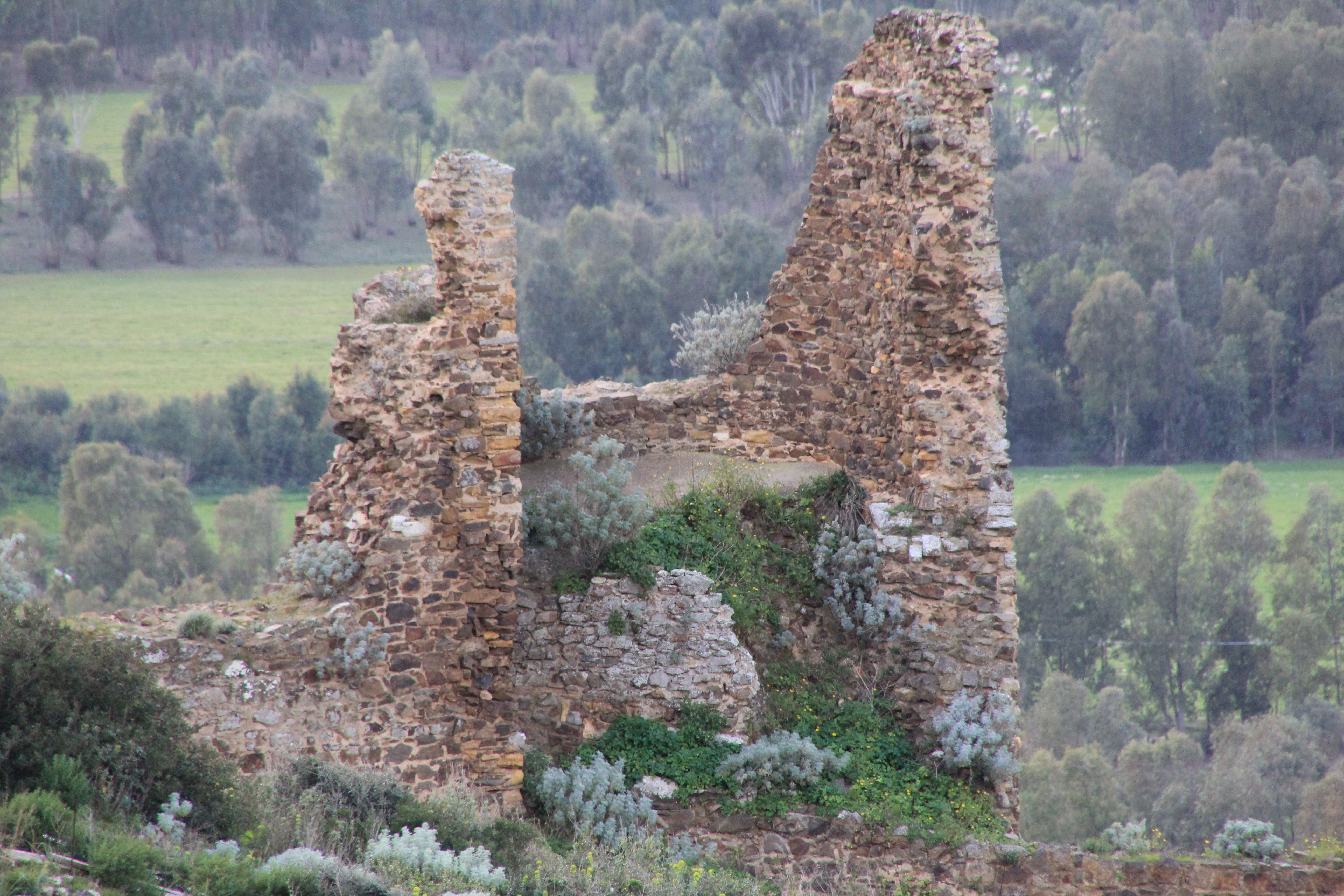